# Astragalus irinaea
Astragalus irinaea es una especie de planta del género Astragalus, de la familia de las leguminosas, orden Fabales.

## Distribución
Astragalus irinaea se distribuye por Tayikistán.

## Taxonomía
Fue descrita científicamente por B.Fedtsch. Fue publicada en Fl. URSS 12: 880 (-881) (1946).